# Överhogdals kyrka
Överhogdals kyrka är en kyrkobyggnad i Överhogdal. Den är församlingskyrka i Ytterhogdal, Överhogdal och Ängersjö församling i Härnösands stift. Kyrkan är känd som fyndplats för Överhogdalstapeten.

## Kyrkobyggnaden
1466 invigdes ett träkapell på platsen. Kapellet kom att byggas om flera gånger och nuvarande kyrka som uppfördes 1740 var i praktiken ett nybygge. 1748 byggdes en ny klockstapel. Denna revs när nuvarande kyrktorn uppfördes 1851. Läktaren byggdes 1913.

## Överhogdalstapeten
Fem bonader påträffades 1909 av den dåvarande kyrkvaktmästaren Jonas Hanssons dräng, Jonas Holm (1895-1986), i vedlåren i Överhogdals kyrkas sakristia vid renoveringen av kyrkan. Bonaderna, idag kallade Överhogdalstapeten, har daterats till sent 1000-tal eller 1100-tal och är permanent utställda på Jämtlands läns museum.